# Aziz Hachimi
 (octobre 2012).
Si vous disposez d'ouvrages ou d'articles de référence ou si vous connaissez des sites web de qualité traitant du thème abordé ici, merci de compléter l'article en donnant les références utiles à sa vérifiabilité et en les liant à la section « Notes et références ».
Aziz Hachimi (né Abdelaziz Hachimi à Beni Amir le 14 octobre 1952) est un journaliste et producteur de radio et de télévision marocain.

## Biographie

### Enfance et formation
Né au pied du Moyen-Atlas, il grandit dans une ferme d'expérimentation dans les environs d'Afourer où son père est responsable. Élève à l'école primaire du village, il poursuit ses études au collège Ibn Sina de Beni Mellal puis au lycée Mohammed-V et Moulay Abdellah de Casablanca avant d'intégrer l'université Mohammed V de Rabat pour, dans un premier temps, des études de sciences économiques puis de journalisme, de sciences politiques et de relations internationales.

### Carrière
Il commence sa carrière à la fin de 1976 en intégrant la télévision marocaine, puis commence à la radio en travaillant successivement à la Radio marocaine puis à Médi 1 jusqu'à être repéré et détaché auprès de la télévision et radio saoudienne Saudi Channel 2 où il officie de 1986 à 1991 en tant que présentateur du JT en langue française, producteur et journaliste. C'est à son retour au Maroc qu'il est désigné pour diriger la coopération, puis la production sur la station Rabat Chaîne Inter où il finit par devenir chef de service de la rédaction. Il participe souvent à des formations et des colloques où il représente la radio marocaine en France, en Belgique, en Tunisie ou encore au Sénégal. Il est par ailleurs appelé à couvrir des événements importants au Maroc (Tanger, Fès, Marrakech, Laâyoune, Casablanca, Meknès, Rabat...), ainsi qu'à l'étranger en Espagne, en France, en Tunisie et en Chine notamment. Après un départ anticipé en 2005 et après avoir officié en tant que correspondant à Marrakech, il revient sur Chaîne Inter à l'été 2009 en animant plusieurs émissions hebdomadaires et quotidiennes. Jusqu'à 2013, il animait et produisait deux émissions quotidiennes L'Invité du jour, et "Midi Magazine" et était chargé de présenter plusieurs émissions spéciales. Il a par la suite travaillé sur des projets liés à l'écologie et à la protection de l'environnement.
Il s'est illustré dans sa carrière en couvrant l'actualité politique et économique mais aussi culturelle et sociale.
En plus de l'audiovisuel, il a pu collaborer avec quelques titres de la presse écrite marocaine tels que l’Économiste ou Maroc hebdo international.
Il a interviewé nombre de personnalités politiques internationales dont Yasser Arafat, Dominique Strauss-Kahn, Ban Ki-moon, Abdou Diouf, Colin Powell, Alain Juppé, Ségolène Royal, Dominique de Villepin, Jacques Chirac, Bertrand Delanoë, Élisabeth Guigou, Pierre Lellouche, Bernard Kouchner, Romano Prodi, Hervé de Charette, Mouammar Kadhafi, Abdoulaye Wade, Rachida Dati, Richard Attias et culturelles : John Malkovich, Ben Harper, Alain Badiou, Christophe Lambert, Maurane, Catherine Lara, Véronique Sanson, Youssou N'Dour, Georges Moustaki, Cheb Mami, Gad Elmaleh, Philippe Manœuvre, Said Taghmaoui, Jamel Debbouze... . Ainsi que des personnalités publiques marocaines dont André Azoulay, Driss Jettou, Abbas El Fassi, Abderrahman El Youssoufi, Abdelilah Benkirane, Mohamed El Yazghi, Taïeb Fassi-Fihri, Abdellatif Filali, Salaheddine Mezouar, Rachid Talbi Alami, Karim Ghellab, Nabil Benabdellah, Ismail Alaoui, Habib el-Malki...
Le 29 novembre 2012, c'est à lui qu'Abdelilah Benkirane accorde sa première interview radiophonique après son entrevue avec le roi Mohammed VI qui le nomme chef du gouvernement.